# 小孢菌
小孢菌，分布於北半球地區，為小皮傘科植物，也是偶見木棲腐生野菇之一種。該種菌素生長於夏天與秋天的中高海拔林區，數天生，肉質稍韌，菌蓋1cm-2cm寬，全株可食。